# فيتالي موتكو
فيتالي ليونتيفيتش موتكو (بالروسية: Вита́лий Лео́нтьевич Мутко́) هو وزير الرياضة لروسيا الاتحادية من 2008 إلى 2016.

## حياته
ولد عام 1958 في كراسنودار كراي، وأنهى معهد النقل النهري في لينينغراد عام وجامعة بطرسبورغ الحكومية بالمراسلة.
وعمل في فترة أعوام 1983 – 1991 ناشطا حزبيا. وشغل مناصب إدارية في منظمات الحزب الشيوعي ومجالس السوفيت.
وتولى عام 1992 منصب نائب رئيس بلدية بطرسبورغ للشؤون الاجتماعية. ثم شغل عام 1993 منصب رئيس نادي «زينيت» لكرة القدم في بطرسبورغ. وبادر عام 2001 إلى استحداث رابطة كرة القدم في روسيا الاتحادية وتولى رئاستها.
وفي عام 2003 أصبح عضوا في مجلس الاتحاد الروسي حيث كان يمثل مصالح مدينة بطرسبورغ.
وفي عام 2008 تم تعيينه في منصب وزير الرياضة والسياحة في حكومة بوتين.
وفي 21 مايو/أيار عام 2012 تم تعيينه وزيرا للرياضة في حكومة دميتري مدفيديف.